# 정글 작전
정글 작전은 영국 비밀정보부가 냉전 초기인 1949년부터 1955년까지 계획한 작전으로 폴란드와 발트 3국에 저항 단체 및 정보 요원을 투입하기 위해 수립했다. 요원들은 대부분 영국과 스웨덴으로 망명한 이후 그곳에서 훈련을 받은 폴란드인, 에스토니아인, 라트비아인 혹은 리투아니아인이 대부분이었고 이들은 반소 저항 운동과 연계하여 투쟁하는 것이 목표였다. 영국 해군과 서독 해군도 작전에 참여해 기뢰 매설 작업을 실시했다. 미국이 지원하는 겔렌 조직도 이 작전을 지원했다. 그러나 KGB가 대부분의 요원들을 사살하거나 전향시킴으로써 작전은 무산되었다.

## 역사
1940년 말 M16이 첼시에 발트 3국 요원들을 양성하는 특수 기관을 설립하였다. 정글이라 암호화된 작전은 M16 북동유럽국의 국장 헨리 카가 맡았다. 발트 지역 담당관인 알렉산더 맥키빈이 요원 훈련을 맡았다. 나치 독일 점령 시기 동안 무장친위대를 이끌었던 알폰소 레바네가 에스토니아인들을 맡았고, 과거 나치 독일의 공군이었던 루돌프 실라제르가 라트비아 요원들을 담당했으며 역사교수인 스타시스 치만타스가 리투아니아 요원들을 맡았다.
1946년 주독 미군에 의해 설립된 정보국인 겔런 조직은 옛 독일 국방군의 동부 외국인 부대와 동유럽 이민 조직을 규합해 만든 것으로 정글 작전을 지원하기로 되어 있었다. 요원들은 영국 발트 해 어업 보호국의 지원 하에 이동하였으며 최전방 부대들은 주독 영국군의 기지에서 출발하기도 했다. 영국 왕립 해군 사령관인 앤서니 코트니를 대신하여 존 하비 존스가 이 작전에 투입되었고, 그는 왕립 해군에 2척의 에스보트가 남아있음을 알게 되었다. 함선들은 포츠머스로 이동해 무게를 경량화하여 속도를 높이기 위해 개조 작업에 들어갔다. 옛 독일 에스보트 함장 한스 헬무트 클로스와 독일 해군 부대가 에스보트에 투입되었다.
요원들은 에스토니아의 사라메섬, 라트비아의 우차바 또는 벤츠필스, 리투아니아의 팔랑가, 폴란드의 우스트카 등으로 투입되었고 항상 덴마크의 보른홀름섬이 경유지였다. 도착지에서 영국군은 런던에서 마지막 무전 송신을 하여 소련의 해역이라 주장하는 곳에 어둠을 틈타 몇 마일 떨어진 곳에서 침투했다.

## 작전 종결
작전은 수많은 단계로 구성되어 있었다. 1949년 5월 첫 요원들이 킬에서 보트에 탑승하여 목적지로 이동했다. 클로스와 독일 요원이 함선에 타고 있었다. 영국군도 함정에 탑승하고 있었으며 이들은 스웨덴 남쪽의 시미르샨에서 스웨덴 함장과 교대했다. 독일 요원들은 클라이페다 북쪽에 위치한 팔랑가 동쪽으로 가기 위해 욀란드섬을 경유한 후 배의 방향을 전환했고, 배는 오후 10시 30분에 팔랑가에 도착했다. 요원들이 해안에 침투한 이후 배는 시미르샨에서 영국군 요원을 태우고 보컴에서 급유한 후 고스보트로 돌아왔다. 첫 작전의 성공 이후, MI6은 추가적으로 더 증가된 상륙을 수행했다 2명의 요원이 1949년 11월 1일 벤츠필스에 투입되었고 3명의 요원이 벤츠필스 남쪽에 1950년 4월 12일 침투했으며 2명의 요원이 1950년 12월 폴란다에 상륙했다.
1950년 말, 영국 해군 정보부와 MI6은 14명의 항해사를 고용하고 핀켄베르데에 함선 기지를 건립한 이후 클로스와 더 깊숙한 침투 작전을 상의했다. 영국 발트 해 어업 보호국은 소련군에 의해 고문을 받은 서독 어부의 이야기를 들려주며 기발한 이야기를 창보했다. 전자 및 시각적 지원전 하에 에스토니아의 사라메 섬에서 동독의 뤼겐 섬으로 수송 작전이 수행되었다. 이러한 목적에서 배는 재급유를 받아야했으며 안테나 장비와 미군 장비를 갖춰야 했다. 이 무렵 1951년부터 1952년 사이에 16명의 요원이 투입되어 5명의 요원이 귀환했다. 1952년에는 2번째 에스보트가 급유 및 보급을 위해 작전에 투입되었다. 8명의 폴란드 요원들이 작전에 투입되었다.
1954년부터 1955년까지 3대의 독일제 고속정이 건립되어 낡은 에스보트를 대체했다. 실버굴, 스톤굴, 와일드스완이 이 함선들의 암호명이었다. 뤼르센 사가 건립한 이 함선들은 브레멘을 모항으로 삼고 있었으며 서독 국경 경찰이 이를 삼고 있었다. 그러나 포츠담 조약 이후 프랑스와 영국 정부는 함선들을 압수했다. 1955년 2월 미군이 호위하는 전자전 임무 동안 브뤼스테로르트에서 리예파야까지 정찰 부대가 투입되었는데 이 과정에서 소련군과 마찰이 발생했다. 클라이페다 북쪽에서 에르하르트의 와일드스완이 소련 정찰선에 피격당했으나 독일 해군은 15분 간의 격전 끝에 소련군의 추격을 따돌릴 수 있었다.

## 작전 구성
소련군의 반첩보 활동 담당자와 영국의 이중 스파이에 의해 작전은 구성되었다. 광범위한 반침투 작전에서 소련군은 거의 42명의 요원 대부분을 사살하거나 포로로 잡았다. 대부분의 요원은 전향하여 발트 해의 저항 운동을 약화시키는데 기여했다. KGB에 사로잡힌 에스토니아 요원 마르트 메니크는 자신의 자서전을 기록하였고, 그의 죽음 이후 이 책이 출판되어 영어로 번역되었다. 책은 성공적이지 못했던 작전에 대한 그의 경험을 서술하고 있다.
MI6은 증가하는 요원 손실치와 작전의 종결을 둘러싼 논란으로 인해 1955년 4월 작전을 중단했다. 마지막 작전은 1955년 4월 사라메 섬의 상륙이었다. 쿠를란트에서의 전반적인 MI6 작전은 낭패로 여겨지지만 미군 감시 체계와 영국 해군의 첩보 활동에 대해서는 논란이 분분하다. 작전에 투입된 고속정은 신설된 독일 연방 해군에 1956년 인계되었다.

## 같이 보기
- 피그스만 침공
- 콘트라 반군
- 숲의 형제들